# Linia Hutnicza Szerokotorowa
| Zwei 311Da-Lokomotiven der LHS in Doppeltraktion bei Szczebrzeszyn |                          |                                                        |                                                        |
| |                          |                                                        |                                                        |
| Streckennummer: | 65                       |                                                        |                                                        |
| Streckenlänge: | 394 km                   |                                                        |                                                        |
| Spurweite: | 1520 mm (Russische Spur) |                                                        |                                                        |
| Streckengeschwindigkeit: | 80 km/h                  |                                                        |                                                        |
| |                          |                                                        |                                                        |
| \| \| \| nach Tscherwonohrad \| \| \| \| 0 \| Wolodymyr (Володимир-Волинський) \| Wolodymyr (Володимир-Волинський) \| \| \| \| von Kowel \| \| \| \| 8 \| 8 KM (8 км) \| 8 KM (8 км) \| \| \| 11 \| Wolyn (Волинь) \| Wolyn (Волинь) \| \| \| 22 \| Ustyluh (Устилуг) \| Ustyluh (Устилуг) \| \| \| 29 \| Isow (Ізов) \| Isow (Ізов) \| \| \| 34 \| Ludyn (Лудин) \| Ludyn (Лудин) \| \| \| 35 0,00 \| Bug; Staatsgrenze Ukraine–Polen \| Bug; Staatsgrenze Ukraine–Polen \| \| \| \| nach und von Hrubieszów Miasto (Normalspur) \| \| \| \| 3,12 \| Hrubieszów Towarowy \| Hrubieszów Towarowy \| \| \| \| Schmalspurbahn Werbkowice–Uhnów \| \| \| \| 18,90 \| Werbkowice Zachodnie \| Werbkowice Zachodnie \| \| \| 36,89 \| Miączyn LHS (Bahnstrecke Zawada–Isow) \| Miączyn LHS (Bahnstrecke Zawada–Isow) \| \| \| \| Bahnstrecke Zawada–Isow \| \| \| \| 53,75 \| Zamość Północ \| Zamość Północ \| \| \| 59,52 \| Zamość Bortatycze (Bahnstrecke Zawada–Jarosławiec) \| Zamość Bortatycze (Bahnstrecke Zawada–Jarosławiec) \| \| \| \| Bahnstrecke Zawada–Isow \| \| \| \| 77,20 \| Szczebrzeszyn (Bahnstrecke Rejowiec–Rawa Ruska) \| Szczebrzeszyn (Bahnstrecke Rejowiec–Rawa Ruska) \| \| \| 87,26 \| Zwierzyniec Towarowy LHS \| Zwierzyniec Towarowy LHS \| \| \| \| Bahnstrecke Rejowiec–Rawa Ruska \| \| \| \| 107,20 \| Biłgoraj LHS (Bahnstrecke Zwierzyniec–Stalowa Wola) \| Biłgoraj LHS (Bahnstrecke Zwierzyniec–Stalowa Wola) \| \| \| 119,56 \| Ciosmy \| Ciosmy \| \| \| 140,44 \| Huta Deręgowska (Bahnstrecke Zwierzyniec–Stalowa Wola) \| Huta Deręgowska (Bahnstrecke Zwierzyniec–Stalowa Wola) \| \| \| \| Bahnstrecke Lublin–Przeworsk \| \| \| \| 159,32 \| Puszcza \| Puszcza \| \| \| 179,26 \| Drozdów \| Drozdów \| \| \| \| Bahnstrecke Ocice–Rzeszów \| \| \| \| 195,78 \| Wola Baranowska \| Wola Baranowska \| \| \| \| Bahnstrecke Łódź–Dębica \| \| \| \| 210,99 \| Niekrasów \| Niekrasów \| \| \| \| Bahnstrecke Rytwiany–Połaniec \| \| \| \| 230,30 \| Staszów (Bahnstrecke Włoszczowice–Chmielów) \| Staszów (Bahnstrecke Włoszczowice–Chmielów) \| \| \| 238,62 \| Grzybów \| Grzybów \| \| \| 255,15 \| Raczyce \| Raczyce \| \| \| \| Schmalspurbahn Jędrzejów–Szczucin \| \| \| \| 270,79 \| Gołuchów \| Gołuchów \| \| \| \| Bahnstrecke Sitkówka-Nowiny–Busko-Zdrój \| \| \| \| \| Schmalspurbahn Jędrzejów–Szczucin \| \| \| \| 296,00 \| Łączyn \| Łączyn \| \| \| 314,61 \| Sędziszów Północny \| Sędziszów Północny \| \| \| \| Bahnstrecke Warszawa–Kraków \| \| \| \| 335,89 \| Kępie \| Kępie \| \| \| 362,40 \| Zarzecze (Bahnstrecke Tunel–Sosnowiec) \| Zarzecze (Bahnstrecke Tunel–Sosnowiec) \| \| \| 378,08 \| Olkusz \| Olkusz \| \| \| 386,44 \| Bukowno \| Bukowno \| \| \| \| nach Sosnowiec und nach Jaworzno \| \| \| \| 394,65 \| Sławków Południowy LHS \| Sławków Południowy LHS \| \| \| \| zum Euroterminal Sławków \| \| |                          |                                                        |                                                        |
| Strecke |                          | nach Tscherwonohrad                                    | nach Tscherwonohrad                                    |
| Bahnhof | 0                        | Wolodymyr (Володимир-Волинський)                       | Wolodymyr (Володимир-Волинський)                       |
| Abzweig geradeaus, nach rechts und von rechts |                          | von Kowel                                              | von Kowel                                              |
| Haltepunkt / Haltestelle | 8                        | 8 KM (8 км)                                            | 8 KM (8 км)                                            |
| Haltepunkt / Haltestelle | 11                       | Wolyn (Волинь)                                         | Wolyn (Волинь)                                         |
| Bahnhof | 22                       | Ustyluh (Устилуг)                                      | Ustyluh (Устилуг)                                      |
| Bahnhof | 29                       | Isow (Ізов)                                            | Isow (Ізов)                                            |
| Dienststation / Betriebs- oder Güterbahnhof | 34                       | Ludyn (Лудин)                                          | Ludyn (Лудин)                                          |
| Grenze auf Brücke über Wasserlauf | 35 0,00                  | Bug; Staatsgrenze Ukraine–Polen                        | Bug; Staatsgrenze Ukraine–Polen                        |
| Abzweig geradeaus, ehemals nach rechts und von rechts |                          | nach und von Hrubieszów Miasto (Normalspur)            | nach und von Hrubieszów Miasto (Normalspur)            |
| Dienststation / Betriebs- oder Güterbahnhof | 3,12                     | Hrubieszów Towarowy                                    | Hrubieszów Towarowy                                    |
| Kreuzung geradeaus oben (Querstrecke außer Betrieb) |                          | Schmalspurbahn Werbkowice–Uhnów                        | Schmalspurbahn Werbkowice–Uhnów                        |
| Dienststation / Betriebs- oder Güterbahnhof | 18,90                    | Werbkowice Zachodnie                                   | Werbkowice Zachodnie                                   |
| ehemaliger Bahnhof · Dienststation / Betriebs- oder Güterbahnhof | 36,89                    | Miączyn LHS (Bahnstrecke Zawada–Isow)                  | Miączyn LHS (Bahnstrecke Zawada–Isow)                  |
| Kreuzung geradeaus oben |                          | Bahnstrecke Zawada–Isow                                | Bahnstrecke Zawada–Isow                                |
| ehemaliger Haltepunkt / Haltestelle | 53,75                    | Zamość Północ                                          | Zamość Północ                                          |
| Betriebs-/Güterbahnhof Strecke bis hier außer Betrieb · Dienststation / Betriebs- oder Güterbahnhof | 59,52                    | Zamość Bortatycze (Bahnstrecke Zawada–Jarosławiec)     | Zamość Bortatycze (Bahnstrecke Zawada–Jarosławiec)     |
| Kreuzung geradeaus unten |                          | Bahnstrecke Zawada–Isow                                | Bahnstrecke Zawada–Isow                                |
| Bahnhof · Dienststation / Betriebs- oder Güterbahnhof | 77,20                    | Szczebrzeszyn (Bahnstrecke Rejowiec–Rawa Ruska)        | Szczebrzeszyn (Bahnstrecke Rejowiec–Rawa Ruska)        |
| Bahnhof · Dienststation / Betriebs- oder Güterbahnhof | 87,26                    | Zwierzyniec Towarowy LHS                               | Zwierzyniec Towarowy LHS                               |
| Abzweig geradeaus und nach links · Kreuzung geradeaus unten |                          | Bahnstrecke Rejowiec–Rawa Ruska                        | Bahnstrecke Rejowiec–Rawa Ruska                        |
| Bahnhof · Dienststation / Betriebs- oder Güterbahnhof | 107,20                   | Biłgoraj LHS (Bahnstrecke Zwierzyniec–Stalowa Wola)    | Biłgoraj LHS (Bahnstrecke Zwierzyniec–Stalowa Wola)    |
| ehemaliger Haltepunkt / Haltestelle · ehemaliger Dienststation / Betriebs- oder Güterbahnhof | 119,56                   | Ciosmy                                                 | Ciosmy                                                 |
| ehemaliger Bahnhof · Dienststation / Betriebs- oder Güterbahnhof | 140,44                   | Huta Deręgowska (Bahnstrecke Zwierzyniec–Stalowa Wola) | Huta Deręgowska (Bahnstrecke Zwierzyniec–Stalowa Wola) |
| Kreuzung geradeaus oben |                          | Bahnstrecke Lublin–Przeworsk                           | Bahnstrecke Lublin–Przeworsk                           |
| ehemaliger Dienststation / Betriebs- oder Güterbahnhof | 159,32                   | Puszcza                                                | Puszcza                                                |
| Dienststation / Betriebs- oder Güterbahnhof | 179,26                   | Drozdów                                                | Drozdów                                                |
| Kreuzung geradeaus oben |                          | Bahnstrecke Ocice–Rzeszów                              | Bahnstrecke Ocice–Rzeszów                              |
| Betriebs-/Güterbahnhof Streckenanfang · Dienststation / Betriebs- oder Güterbahnhof | 195,78                   | Wola Baranowska                                        | Wola Baranowska                                        |
| Abzweig quer und nach links · Kreuzung geradeaus oben |                          | Bahnstrecke Łódź–Dębica                                | Bahnstrecke Łódź–Dębica                                |
| Dienststation / Betriebs- oder Güterbahnhof | 210,99                   | Niekrasów                                              | Niekrasów                                              |
| Kreuzung geradeaus oben |                          | Bahnstrecke Rytwiany–Połaniec                          | Bahnstrecke Rytwiany–Połaniec                          |
| Dienststation / Betriebs- oder Güterbahnhof · Dienststation / Betriebs- oder Güterbahnhof | 230,30                   | Staszów (Bahnstrecke Włoszczowice–Chmielów)            | Staszów (Bahnstrecke Włoszczowice–Chmielów)            |
| Dienststation / Betriebs- oder Güterbahnhof · Dienststation / Betriebs- oder Güterbahnhof | 238,62                   | Grzybów                                                | Grzybów                                                |
| ehemaliger Dienststation / Betriebs- oder Güterbahnhof · Dienststation / Betriebs- oder Güterbahnhof | 255,15                   | Raczyce                                                | Raczyce                                                |
| Kreuzung geradeaus oben (Querstrecke außer Betrieb) |                          | Schmalspurbahn Jędrzejów–Szczucin                      | Schmalspurbahn Jędrzejów–Szczucin                      |
| Dienststation / Betriebs- oder Güterbahnhof | 270,79                   | Gołuchów                                               | Gołuchów                                               |
| Kreuzung geradeaus unten |                          | Bahnstrecke Sitkówka-Nowiny–Busko-Zdrój                | Bahnstrecke Sitkówka-Nowiny–Busko-Zdrój                |
| Kreuzung geradeaus oben (Querstrecke außer Betrieb) |                          | Schmalspurbahn Jędrzejów–Szczucin                      | Schmalspurbahn Jędrzejów–Szczucin                      |
| Dienststation / Betriebs- oder Güterbahnhof | 296,00                   | Łączyn                                                 | Łączyn                                                 |
| Dienststation / Betriebs- oder Güterbahnhof | 314,61                   | Sędziszów Północny                                     | Sędziszów Północny                                     |
| Kreuzung geradeaus oben |                          | Bahnstrecke Warszawa–Kraków                            | Bahnstrecke Warszawa–Kraków                            |
| Dienststation / Betriebs- oder Güterbahnhof | 335,89                   | Kępie                                                  | Kępie                                                  |
| Dienststation / Betriebs- oder Güterbahnhof · Haltepunkt / Haltestelle | 362,40                   | Zarzecze (Bahnstrecke Tunel–Sosnowiec)                 | Zarzecze (Bahnstrecke Tunel–Sosnowiec)                 |
| ehemaliger Haltepunkt / Haltestelle · Bahnhof | 378,08                   | Olkusz                                                 | Olkusz                                                 |
| Dienststation / Betriebs- oder Güterbahnhof · Bahnhof | 386,44                   | Bukowno                                                | Bukowno                                                |
| Kreuzung geradeaus oben · Abzweig nach links und nach rechts |                          | nach Sosnowiec und nach Jaworzno                       | nach Sosnowiec und nach Jaworzno                       |
| Dienststation / Betriebs- oder Güterbahnhof | 394,65                   | Sławków Południowy LHS                                 | Sławków Południowy LHS                                 |
| Strecke |                          | zum Euroterminal Sławków                               | zum Euroterminal Sławków                               |

Die Linia Hutnicza Szerokotorowa (deutsch Hütten-Breitspurstrecke, abgekürzt LHS) ist die längste Bahnstrecke in russischer Breitspur (1520 mm) in Polen. Sie verläuft eingleisig von Wolodymyr in der Westukraine bis nach Sławków in der Woiwodschaft Schlesien. Im polnischen Streckenverzeichnis trägt sie die Nummer 65.
Die Bahnstrecke wurde zur Versorgung des Stahlwerkes Huta Katowice mit Eisenerz aus der damaligen Sowjetunion gebaut. Außerdem wurden Schwefel und Kohle in die Sowjetunion transportiert. Sie wird heute von einer Tochtergesellschaft der Polskie Koleje Państwowe, der PKP Linia Hutnicza Szerokotorowa spółka z o.o mit Sitz in Zamość, betrieben.

## Streckenverlauf
Bei Gródek (Powiat Hrubieszowski) überquert die LHS den Bug und damit die Grenze zwischen Polen und der Ukraine.
Im Grenzbahnhof Hrubieszów findet die Zollabfertigung der Züge statt. Im Bahnhof Zamość-Bortatycze befinden sich Behandlungseinrichtungen für die Fahrzeuge. Die LHS verläuft dann über die Bahnhöfe Biłgoraj, Wola Baranowska und Staszów. Der Bahnhof Grzybów dient als Ausweichbahnhof. Früher diente er zur Verladung von Schwefel, der in die UdSSR transportiert wurde. Im Bahnhof Gołuchów wird in einem speziellen Terminal Flüssiggas umgeladen. Im Bahnhof Sędziszów Nord befindet sich eine Umspuranlage auf Regelspur. Die Bahnhöfe in Kępie und Zarzecze sind Ausweichbahnhöfe.
Der Bahnhof Sławków Południowy (Sławków Süd) ist der Endpunkt der LHS. Dort wird das Erz entladen und über ein Fördersystem zur Hütte nach Dąbrowa Górnicza transportiert. Hier befindet sich auch das Containerterminal Euroterminal Sławków. Von hier bestehen regelmäßige Bahnverbindungen mit den Terminals in Gdańsk und Maddaloni (Italien).

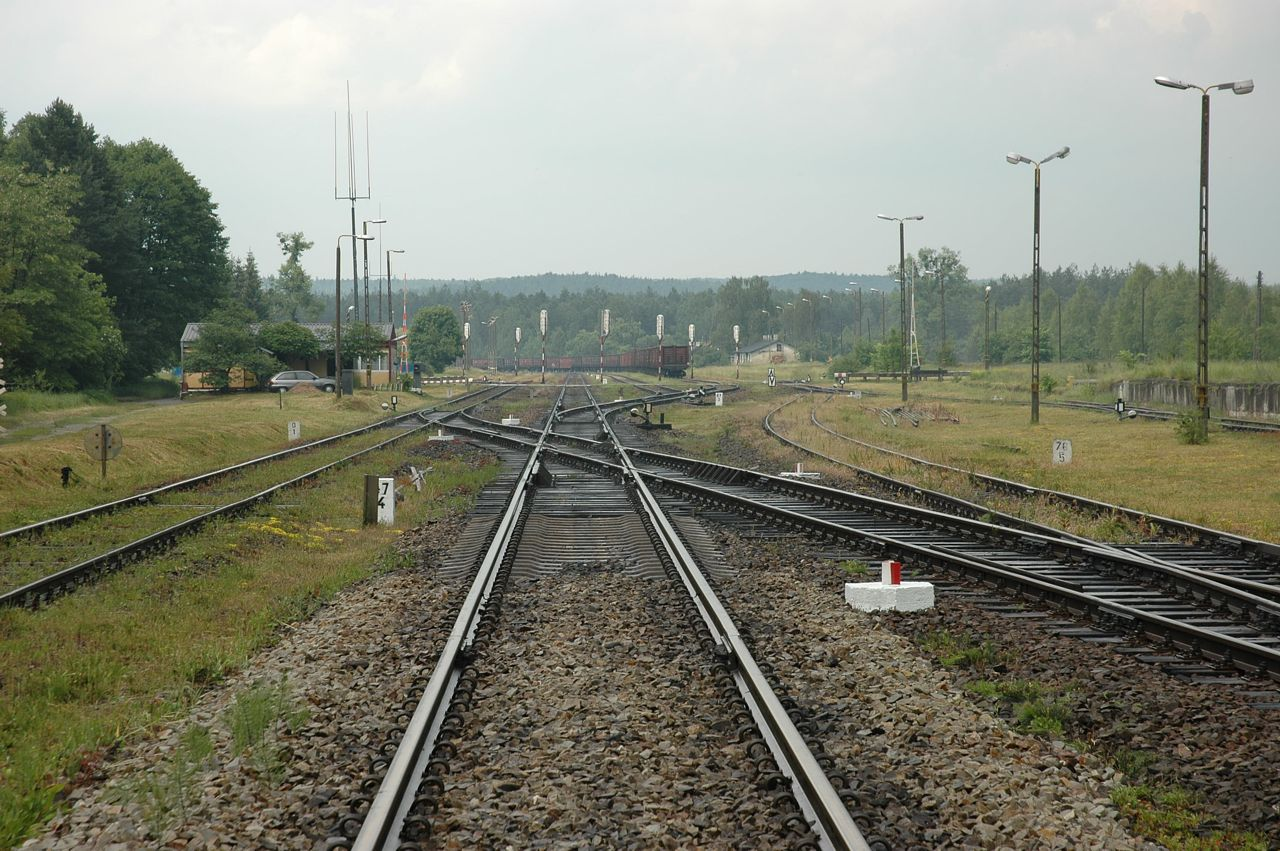
Zwierzyniec Güterbahnhof
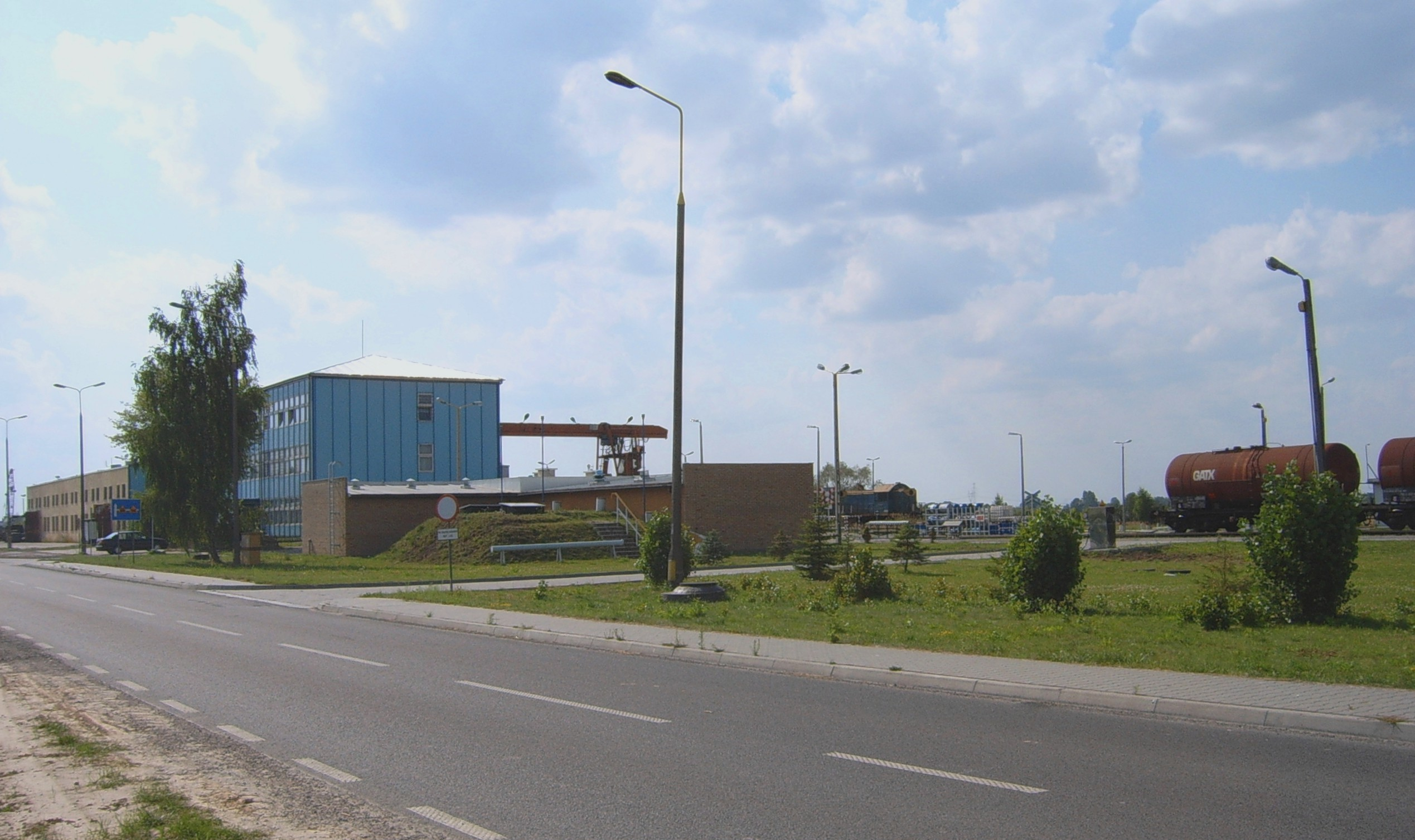
Zamość Bortatycze

## Geschichte

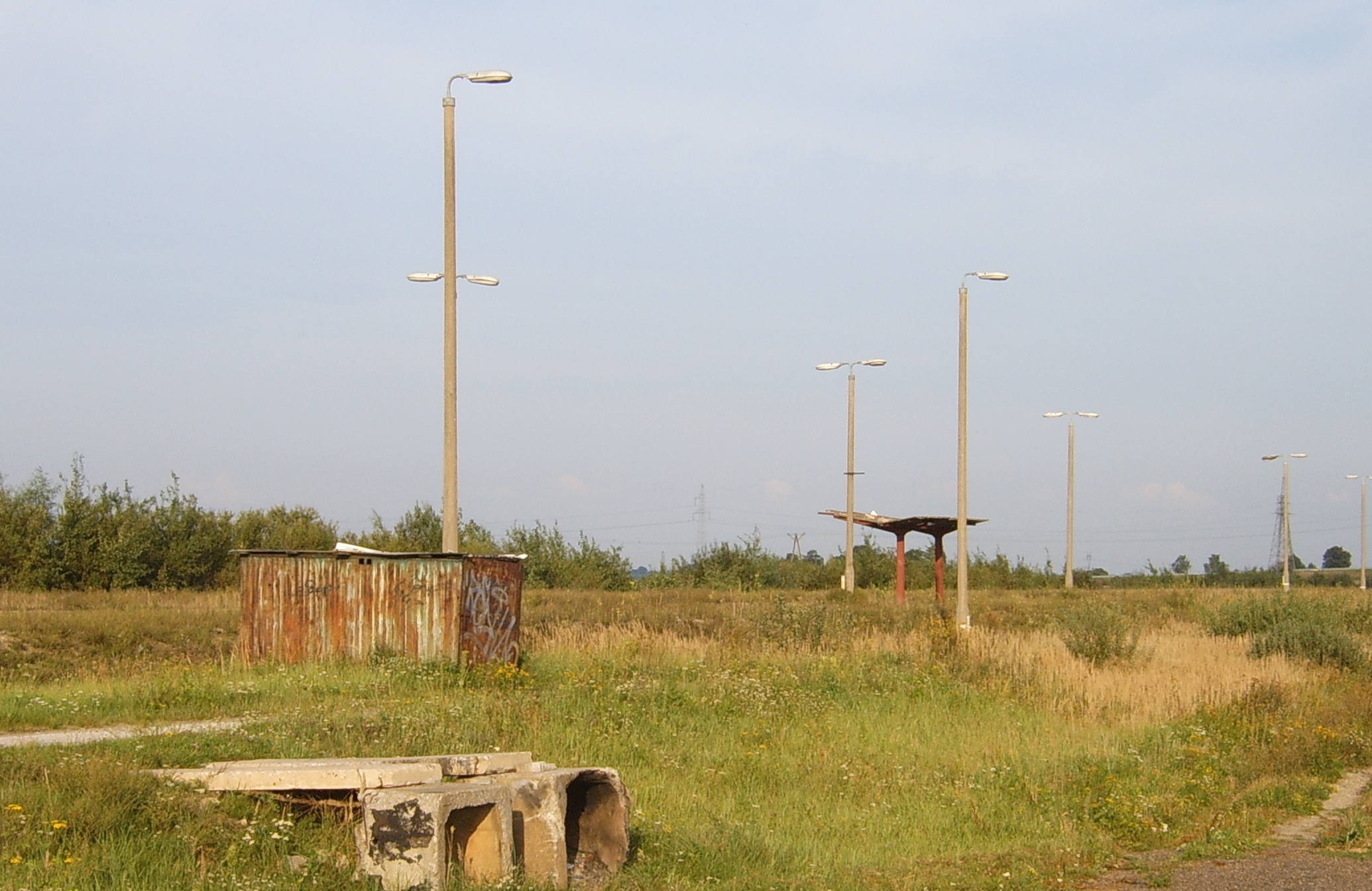
Der ehemalige Bahnhof Zamość Nord

In den 1970er Jahren wurden Lösungen gesucht, um das Stahlwerk Huta Katowice mit Rohstoffen zu versorgen. Es gab zwei Lösungsansätze: den Ausbau des vorhandenen Netzes oder den Neubau einer Strecke aus der UdSSR. Wirtschaftliche Gründe sprachen für die zweite Lösung. Für die Umsetzung der Planung war das CBSiPBK (Zentralamt für Eisenbahnbau-Designs und Studien) verantwortlich. Als leitender Ingenieur wurde Józef Skorupski berufen. An der Planung waren insgesamt 21 Ingenieurbüros, 8 Unternehmen für geologische Bohrungen und 3 technische Universitäten beteiligt. Es lässt sich nicht genau sagen, wie viele Menschen am Bau der Trasse beteiligt waren; es wurden auch Soldaten, Schüler, Studenten und Freiwillige vom OHP (Ochotnicze Hufce Pracy – Freiwillige Arbeitsgruppen) eingesetzt.
Der Bau der Strecke begann am 7. November 1977, am 15. Dezember 1979 wurde sie in Betrieb genommen.
Bis in die 1990er Jahre verkehrte auf der Strecke ein Nacht-Schnellzug von Łudyn (Лудин) (östlich der polnisch-ukrainischen Grenze) nach Olkusz. Von dort aus gab es eine direkte Verbindung nach Kattowitz.
Nach der politischen und wirtschaftlichen Wende 1989 geriet die LHS in eine Krise. 1993 wurde der Betrieb der Strecke von den einzelnen Bezirksverwaltungen in eine Tochtergesellschaft der PKP ausgelagert. Seit dem 1. Juli 2001 ist das die PKP LHS, eine Gesellschaft mit beschränkter Haftung.
Ende 2023 wurde der neue Umschlagbahnhof (1520 mm / 1435 mm / Straße) in Wola Baranowska in Betrieb genommen.

## Verkehr
Anfang 2020 wurde die Strecke erstmals für einen Zug im Rahmen der Neuen Seidenstraße genutzt, einen Zug von Xi’an in der Volksrepublik China, der ohne Umspurung an der polnischen Grenze in die EU einfuhr. Dies wurde zu einer regelmäßigen Verbindung über den kasachischen Umschlagbahnhof Dostyk nach Xi’an und Chongqing.
Auf der Strecke verkehrten ausschließlich Güterzüge. Seit dem 27. Februar 2022 wurde die Strecke auch wieder von Personenzügen genutzt, mit denen Flüchtlinge aus dem Russisch-Ukrainischen Krieg nach Polen evakuiert wurden.
PKP LHS hat am polnischen Schienengüterverkehr einen Marktanteil von ungefähr 5 % (gemessen an der Transportleistung). Trotz der durch den Krieg verringerten Zahl an Erztransporten hat die LHS aufgrund der umfangreichen Lieferung humanitärer Hilfsgüter in die Ukraine 2022 ein Spitzenergebnis von 11,1 t Fracht erzielt.

## Erwähnenswertes
In der Nähe des Dorfes Wygoda (Gmina Imielno) kreuzt die Schmalspurbahn Świętokrzyska Kolej Dojazdowa die Strecke der LHS. Ein zweites Mal kreuzen sich die Strecken in Chmielnik.